# Patric Hörnqvist
Patric Gösta Hörnqvist (* 1. ledna 1987, Sollentuna) je bývalý švédský lední hokejista, který nastupoval především na postu křídelního útočníka. Se švédskou reprezentací vyhrál mistrovství světa v roce 2018 a získal bronz na Světovém poháru 2016. Má bronz též z mistrovství světa v ledním hokeji do 18 let z roku 2005. Patnáct sezón strávil v severoamerické NHL, v dresu Nashville Predators, Pittsburgh Penguins a Florida Panthers. S Pittsburghem dvakrát vyhrál Stanley Cup (2016, 2017). V základní části NHL sehrál 901 utkání a zaznamenal 544 kanadských bodů (264 gólů), což z něj činí 28. nejúspěšnějšího Švéda v NHL (k lednu 2024). Vedle toho odehrál 106 zápasů ve Stanleyově poháru, v nichž si připsal 54 bodů (29 branek). Ve vyřazovacích bojích NHL je 20. nejproduktivnějším Švédem historie. Nastupoval též v AHL za Milwaukee Admirals. Švédskou nejvyšší soutěž hrál za Djurgårdens IF. Hráčskou kariéru ukončil v roce 2023.